# Józef Mehoffer
Józef Wilhelm Mehoffer (né le 19 mars 1869 à Ropczyce et mort le 8 juillet 1946 à Wadowice) est un peintre polonais.

## Biographie
Né en Pologne en 1869, Józef Mehoffer fréquente l'Académie des beaux-arts de Cracovie à partir de 1887, après avoir étudié le droit. Par la suite, il séjourne à Vienne, puis à Paris, mais s'en retourne à Cracovie en 1894. Lorsqu’est lancé le concours international pour la réalisation des vitraux de la collégiale Saint-Nicolas de Fribourg, il remporte le premier prix. Le chantier durera jusqu'en 1936. En parallèle, il enseigne, dès 1902, à l'Académie des beaux-arts de Cracovie. Lorsque survient la guerre, il est déporté dans un camp de concentration, dont il réchappera fortement affaibli.
Mehoffer est considéré comme l'un des représentants les plus importants de l'Art nouveau et du symbolisme polonais.

## Vitraux de la cathédrale Saint-Nicolas à Fribourg (Suisse)
Les treize vitraux de Mehoffer à Fribourg couvrent une période allant de 1896 à 1936. Ils ont une importance qui dépasse le simple intérêt local. Ils sont remarquables du fait que, entre autres, ils traduisent des tendances stylistiques qui vont de l'historicisme au réalisme, avec des signes du style moderne, en passant par l'Art nouveau. Le cycle fribourgeois se distingue également parce qu'il a influencé le développement de l'art du vitrail monumental qui – après avoir connu un regain d'intérêt dans la première moitié du XIXe siècle – se trouvait encore au stade expérimental à l'époque de la création des vitraux de Józef Mehoffer.

Détails des vitraux à la cathédrale de Fribourg
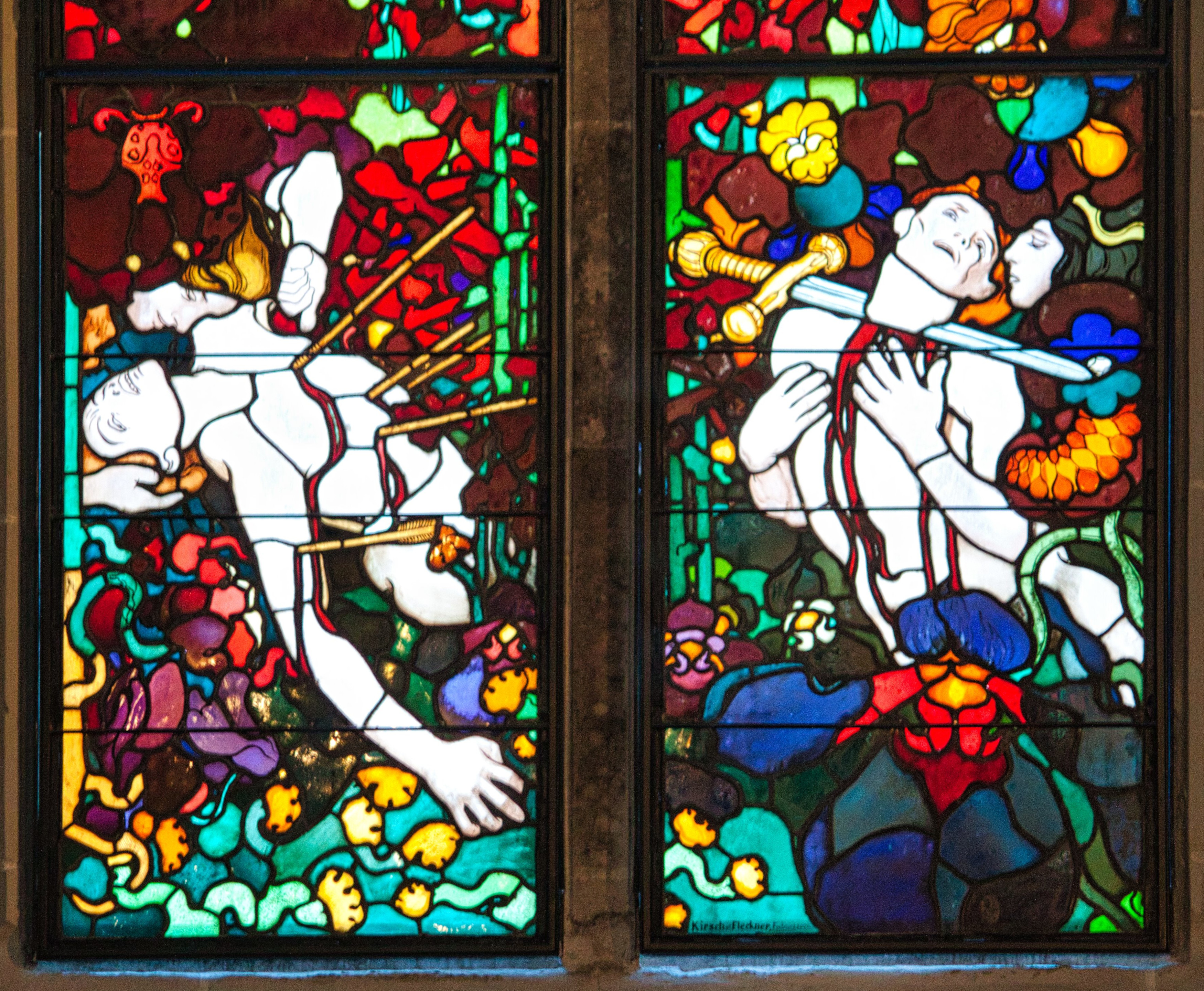
Détail des vitraux des martyrs montrant Sébastien et Maurice.
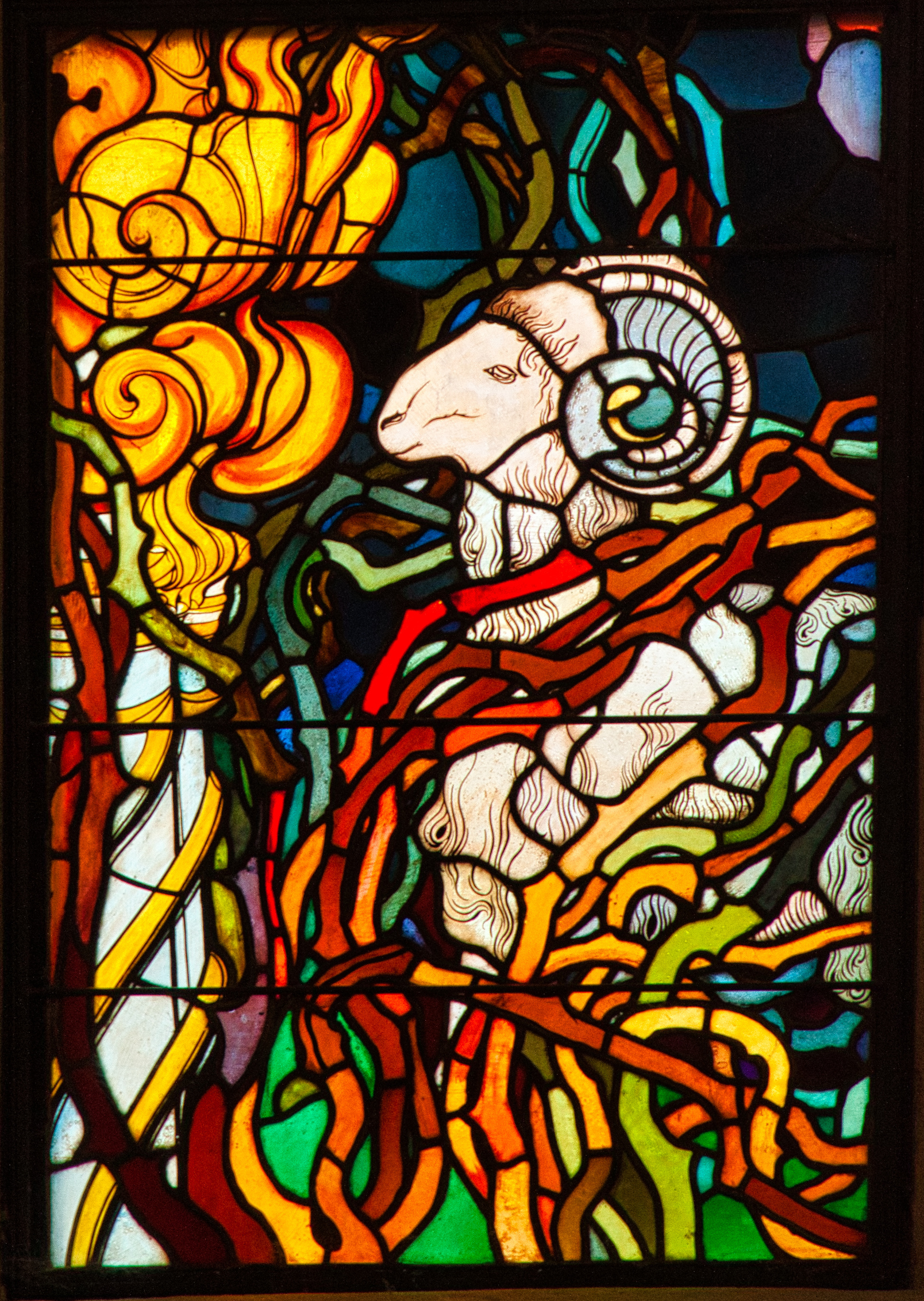
Détail de l'Eucharistie montrant le bélier.
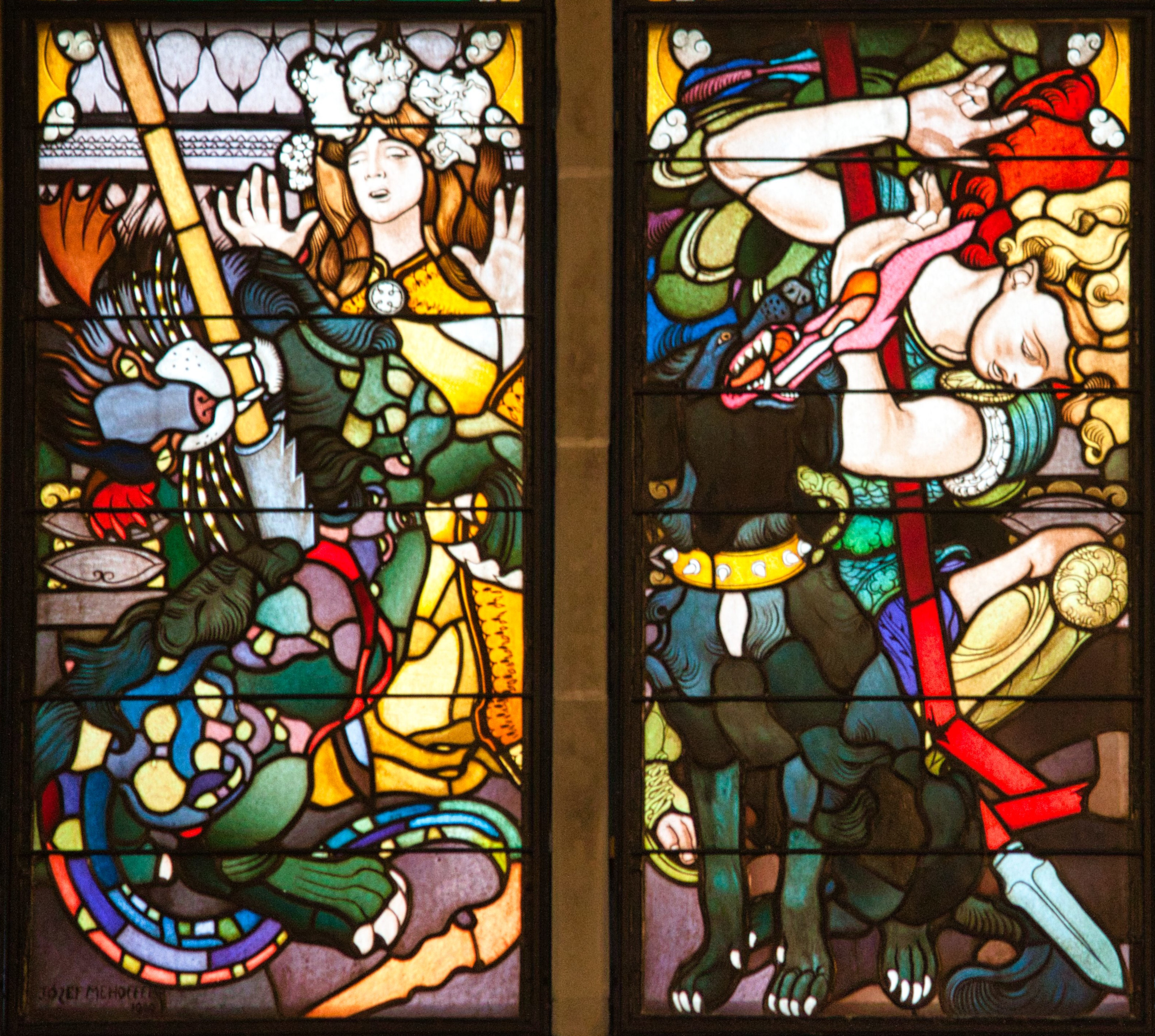
Détail de vitraux avec Georges (montrant le dragon et la princesse) et Michel (Lucifer et le chien infernal).

## Distinctions
- Commandeur de l'ordre Polonia Restituta : 1923
- Commandeur avec étoile de l'ordre Polonia Restituta : 1937

## Œuvres majeures
- Vitraux de la cathédrale Saint-Nicolas de Fribourg (Suisse)
- Autoportrait, 1944, Musée d'Art et d'Histoire, Fribourg